# سيلفيا مكنيل
سيلفيا مكنيل (بالإنجليزية: Sylvia McNeill)‏ هي مغنية وكاتبة غنائية بريطانية، ولدت في 5 أغسطس 1947.

## روابط خارجية
- سيلفيا مكنيل على موقع IMDb (الإنجليزية)